# 스트로베리 쇼트케이크
스트로베리 쇼트케이크(Strawberry Shortcake)는 미국에서 제작된 캐릭터이다. 처음에는 연하카드에 사용되었고 나중에는 인형, 포스터, 다른 제품에까지 확장하여 사용된, 와일드브레인(구,아메리칸 그리팅스)가 소유한 상표가 등록된 캐릭터이다. 스트로베리 쇼트케이크 소유권은 캐릭터의 친구들과 애완동물을 포함하는 일련의 장난감을 포함한다.

## 역사
주인공인 스트로베리 쇼트케이크와 그녀의 고양이 커스타드는 아메리칸 그링팅스에서 어린이 & 유머 카드 부서에서 연하카드 삽화가로 근무했던 무리엘 파리온에 의해 1977년에 만들어졌다. 이후 여러 차례에 걸쳐 캐릭터의 형태가 리뉴얼되기도 하였다.

## 다른 언어
- Arabic: "ستروبيري شورتكيك"
- Bulgarian: "Ягодов сладкиш"
- Danish: "Jordbær Marie"
- Dutch: "Anna Aardbei"
- Catalan: "Coca Maduixa"
- Czech: "Jahůdka"
- Finnish: "Mansikka-Marja"
- Flemish: "Aardbeitaartje"
- French: "Charlotte aux Fraises" (France), "Fraisinette" (Quebec)
- German: "Emily Erdbeer"
- Greek: "Φραουλίτσα"
- Hebrew: "תותית"
- Hungarian: "Eperke"
- Italian: "Fragolina Dolcecuore"
- Japanese: "ストロベリーショートケーキ" (Sutoroberī Shōtokēki)
- Korean: "스트로 베리 쇼트 케이크" (Seuteulo Beli Syoteu Keikeu)
- Norwegian: "Jordbær Mathilde"
- Polish: "Truskawkowe ciastko"
- Portuguese: "Moranguinho" (Brazil),"Docinho de Morango" (Portugal)
- Romanian: "Căpşunica"
- Russian: "Шарлотта Земляничка"
- Serbian: "Jagodica Bobica"
- Slovene: "Jagodka"
- Spanish: "Tarta de Fresa" (Spain), "Rosita Fresita" (Mexico, Costa Rica), "Frutillita" (Chile, Argentina), "Fresita" (Peru, Colombia, Venezuela)
- Swedish: "Jordgubbs-Lisa"
- Turkish: " Çilek Kız"
- Ukrainian: "Полуничка"
- Urdu: "سٹرابیری شورٹ کیک"
- Vietnamese: "Cô bé bánh dâu"